# إي. واين أبركرومبي
إي. واين أبركرومبي (بالإنجليزية: E. Wayne Abercrombie)‏ هو موزع أمريكي، ولد في 30 أغسطس 1938 في أتلانتا في الولايات المتحدة.